# La Guadalupana, Veracruz
La Guadalupana är en ort i Mexiko.   Den ligger i kommunen Coatzacoalcos och delstaten Veracruz, i den sydöstra delen av landet, 500 km öster om huvudstaden Mexico City. La Guadalupana ligger 9 meter över havet och antalet invånare är 896.
Terrängen runt La Guadalupana är mycket platt. Havet är nära La Guadalupana åt nordost. Runt La Guadalupana är det tätbefolkat, med 427 invånare per kvadratkilometer. Närmaste större samhälle är Coatzacoalcos, 8,2 km öster om La Guadalupana. Omgivningarna runt La Guadalupana är en mosaik av jordbruksmark och naturlig växtlighet.